# Stine Baun Eriksen
Stine Baun Eriksen (født 30. januar 1995 i Randers, Danmark) er kvindelig håndboldspiller fra Danmark, som spiller venstre back for Skanderborg Håndbold.